# Lascelles Brown
Lascelles Oneil Brown (May Pen, 12 oktober 1974) is een Canadees bobsleeër van Jamaicaanse afkomst. Hij fungeert als remmer in zowel de 2-mansbob als de 4-mansbob. Hij nam driemaal deel aan de Olympische Spelen en won hierbij twee medailles.

## Biografie
Brown werd in 1999 lid van het Jamaicaanse bobsleeteam. Een jaar later werd hij al wereldkampioen bij het Wereld Push-kampioenschap. Tijdens de Olympische Winterspelen 2002 in Salt Lake City maakte hij onderdeel uit van de 4-mansbob die werd bestuurd door Winston Watt. Tijdens die Spelen kwamen de Jamaicanen niet voor in de top van het klassement, maar verbraken zij wel het startrecord op de baan, waarmee ze de reputatie van het in 2000 gewonnen Push-kampioenschap waar maakten.
Na de Spelen in Salt Lake City besloot Brown te gaan trainen in het Canadese Calgary en kwam daar in contact met een Canadese vrouw met wie hij later in het huwelijk trad. Op 28 juli 2005 vroeg hij het Canadese burgerschap aan. Ondertussen kwam hij vanaf het seizoen 2004/05 onder een Canadese licentie uit in wereldbeker verband met de olympisch kampioen in de 2-mansbob van de Olympische Winterspelen 1998 Pierre Lueders in beide bobdisciplines.
Samen werden zij in het Olympisch seizoen 2005/06 winnaar van de wereldbeker in de 2-mansbob en tevens in het gecombineerde klassement van beide bob-klassen. Hij en Lueders vielen tijdens de Olympische Winterspelen 2006 eveneens in de prijzen. De Duitsers André Lange en Kevin Kuske behaalden goud; Brown en Lueders zilver. Brown had enkele dagen voor het begin van die Spelen zijn Canadese paspoort in ontvangst genomen. Met de gewonnen medaille werd hij de eerste Jamaicaanse sporter die een medaille wist te winnen op de Olympische Winterspelen. Ook de seizoenen 2006/07 en 2007/08 nam hij met Lueders in dit circuit deel.
In het seizoen 2009/10 kwam hij uit in de twee- en viermansbobs met piloot Lyndon Rush. Op de Winterspelen van 2010 eindigden ze in de 2-mansbob als 15e na een mislukte tweede afdaling, in de eerste waren ze als derde geëindigd. In de 4-mansbob, aangevuld met David Bissett en Chris le Bihan, werd de bronzen medaille behaald.
In het seizoen 2010/11 neemt hij deel als bemanningslid in de twee- en viermansbob van piloot Patrice Servelle voor Monaco uitkomend.
| Logo van de Olympische Spelen | Goud | Zilver | Brons | Logo van de Olympische Spelen |
|                               | 0    | 1      | 1     |                               |